# Las Pulgas
Las Pulgas är en ort i Mexiko.   Den ligger i kommunen Coyuca de Benítez och delstaten Guerrero, i den södra delen av landet, 280 km söder om huvudstaden Mexico City. Las Pulgas ligger 94 meter över havet och antalet invånare är 191.
Terrängen runt Las Pulgas är huvudsakligen kuperad. Las Pulgas ligger nere i en dal. Runt Las Pulgas är det ganska glesbefolkat, med 25 invånare per kvadratkilometer. Närmaste större samhälle är Coyuca de Benítez, 11,6 km söder om Las Pulgas. I omgivningarna runt Las Pulgas växer i huvudsak lövfällande lövskog.